# Roots reggae
Roots reggae (tłumaczone czasami jako korzenne reggae lub muzyka korzeni) – główny nurt muzyki reggae, powstały na początku lat siedemdziesiątych XX wieku w Kingston na Jamajce.
Głównym wyznacznikiem gatunku jest tematyka utworów, zawierająca najczęściej duchowe przesłanie rastafariańskie lub traktująca o szeroko pojętej niesprawiedliwości społecznej czy też rasowej. Liczne dyskusje wzbudza natomiast warstwa muzyczna; zdecydowana większość utworów utrzymana jest w podniosłym, patetycznym nastroju opartym na skali molowej, wobec czego niektórzy skłonni są tylko takie pieśni zaklasyfikować jako roots. Niezależnie od tego, wspólne cechy łączące wszystkie utwory to pulsująca linia basu oraz wyraźnie zaakcentowany skank gitarowy, przy jednoczesnym zachowaniu instrumentalnego minimalizmu i surowości brzmienia.

## Historia
Kluczową rolę w powstaniu gatunku odegrała wizyta cesarza Etiopii Haile Selassiego w stolicy Jamajki, która doprowadziła do wzrostu znaczenia społeczności rastafariańskiej na wyspie. Głoszone przez rasta idee trafiały przede wszystkim do ubogich mieszkańców slumsów, a to właśnie spośród nich wywodziła się zdecydowana większość wykonawców reggae. Dodatkowo, drastycznie pogarszająca się sytuacja ekonomiczna kraju sprzyjała stopniowemu wypieraniu beztroskich przebojów wczesnego reggae przez utwory zaangażowane społecznie. Wokalistom takim jak Burning Spear, Ijahman Levi, Winston Holness czy też Yabby You udało się wówczas przełamać opór ze strony producentów, początkowo przeciwnych wydawaniu trudniejszego w odbiorze materiału w obawie przed słabymi wynikami sprzedaży. Za pośrednictwem charyzmatycznego bębniarza rasta Counta Ossiego przeniknęło do muzyki reggae brzmienie afrykańskich bębnów Nyabinghi, pierwotnie akompaniujących śpiewom religijnym w czasie rastafariańskich zgromadzeń modlitewnych (zob. chanty Nyabinghi).
Roots reggae znalazło się u szczytu popularności w drugiej połowie lat siedemdziesiątych; „korzenne” utwory miała wówczas w swoim repertuarze niemal cała czołówka zespołów reggae zarówno na Jamajce (m.in. Bob Marley & The Wailers, Black Uhuru, Culture, Inner Circle, Israel Vibration, The Abyssinians, The Congos, The Mighty Diamonds, Third World, Twinkle Brothers), jak i w Wielkiej Brytanii (Aswad, Misty in Roots, Steel Pulse). Po śmierci Marleya w maju 1981 roku gatunek stracił na popularności, ustępując miejsca nowoczesnemu dancehallowi opartemu na agresywnych nawijkach DJ-skich. Trend ten, utrzymujący się przez całe lata osiemdziesiąte, paradoksalnie przybrał największą siłę na samej Jamajce, podczas gdy tradycje roots były podtrzymywane przez białych wykonawców w Europie.
Lata dziewięćdziesiąte przyniosły nieoczekiwany renesans „korzennych” tekstów (aczkolwiek śpiewanych przeważnie do riddimów elektronicznych). Stało się to głównie za sprawą licznego grona młodych jamajskich artystów, którzy na nowo odkrywali przesłanie Rastafari, utożsamiając się przeważnie z odłamem („domem”) Bobo Ashanti. Nurt ten znany jest jako modern roots reggae, zaś do jego najważniejszych przedstawicieli należą m.in. Anthony B, Buju Banton, Capleton, Chezidek, Fantan Mojah, Garnett Silk, Jah Cure, Jah Mali, Jah Mason, Junior Kelly, Luciano, Lutan Fyah, Ras Shiloh, Sizzla Kalonji, Turbulence, Yami Bolo.
Terminem heavy roots reggae określa się ciężkie, majestatyczne utwory zdominowane przez wyjątkowo głęboką, przytłaczającą linię basu. Głównym ośrodkiem powstawania tego typu muzyki jest brytyjska scena sound systemowa, ukształtowana w latach 80. (stąd też twórczość tego nurtu bywa nazywana mianem UK Dub). Niewątpliwym prekursorem i guru gatunku pozostaje Jah Shaka, mieszkający w Londynie jamajski producent, dubmaster i operator sound systemu. Spośród licznych jego naśladowców wymienić warto takie postaci jak Aba Shanti I, Jah Free, Jah Warrior, King Earthquake czy też zespoły Iration Steppas i The Disciples.

## Charakterystyczne zwroty
Są to najczęściej elementy tzw. języka rasta (por. słownik Rastafari), często mylnie utożsamianego z językiem jamajskim.
- Babylon – alegoria zła zaczerpnięta z Apokalipsy św. Jana, czasem zawężana do kapitalistycznego systemu, polityki, policji itp.
- Gideon, wym /gi:dɪɘn/ – Har-Magedon, alegoria końca świata i nastania Królestwa Bożego, również zaczerpnięta z Apokalipsy św. Jana
- H.I.M., wym. /hɪm/ – His Imperial Majesty, skrót tytularny oznaczający Haile Selassie I
- I&I, wym. /aɪɘnaɪ/ – „Ja i ja”, zwrot podkreślający duchową jedność mówiącego z Bogiem
- Igziabeher, wym. /ɪgzɪbɪɘ/ – zwrot pochodzący z języka gyyz, według świętej księgi rastafarian Kebra Negast oznaczający dosłownie „Let Jah be praised”, czyli „wychwalajmy Boga” (podobny do chrześcijańskiej aklamacji Alleluja)
- Jah, wym. /dʒɑ:/ (często również Jah Jah, Jahovah, Jah Ras Tafari itp.) – Bóg; słowo wywodzi się od skróconej formy biblijnego imienia Boga, Jahwe
- Lion of Judah, wym. /laɪan ɑ: dʒu:dɘ/ – Lew Judy, symbol siły i nieustraszoności, interpretowany także jako wcielenie samego Jah, Jezusa lub cesarza Selassie
- Mount Zion, wym. /mɘʊnt zaɪan/ – Ziemia Obiecana, utożsamiana ze wzgórzem Syjon lub Etiopią; Raj
- Satta Massagana – zwrot zniekształcony z języka amharskiego, oznaczający w wolnym tłumaczeniu „Give praise to the Lord”, czyli „Bogu niech będą dzięki”

## Najważniejsi przedstawiciele

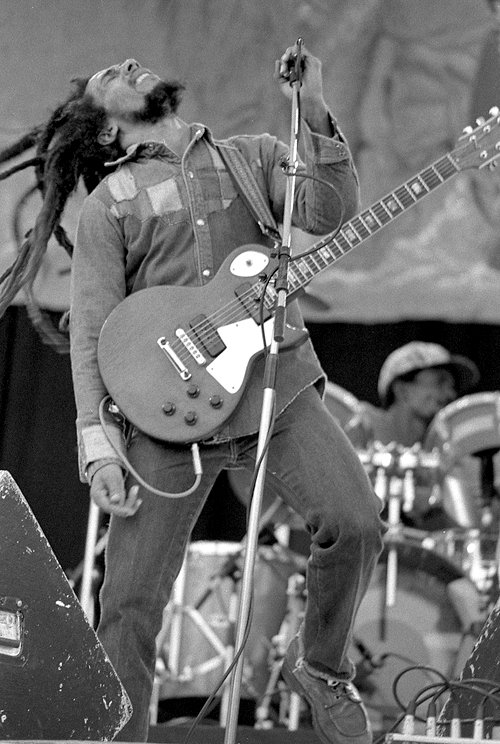
Bob Marley (1980)

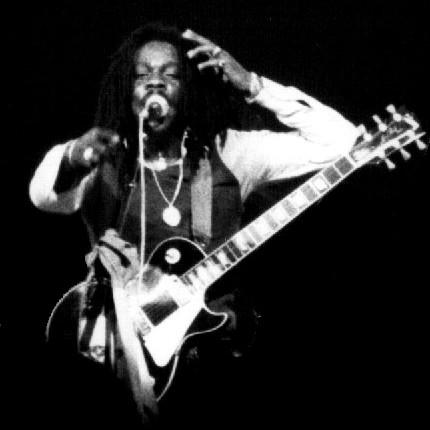
Dennis Brown (1980)

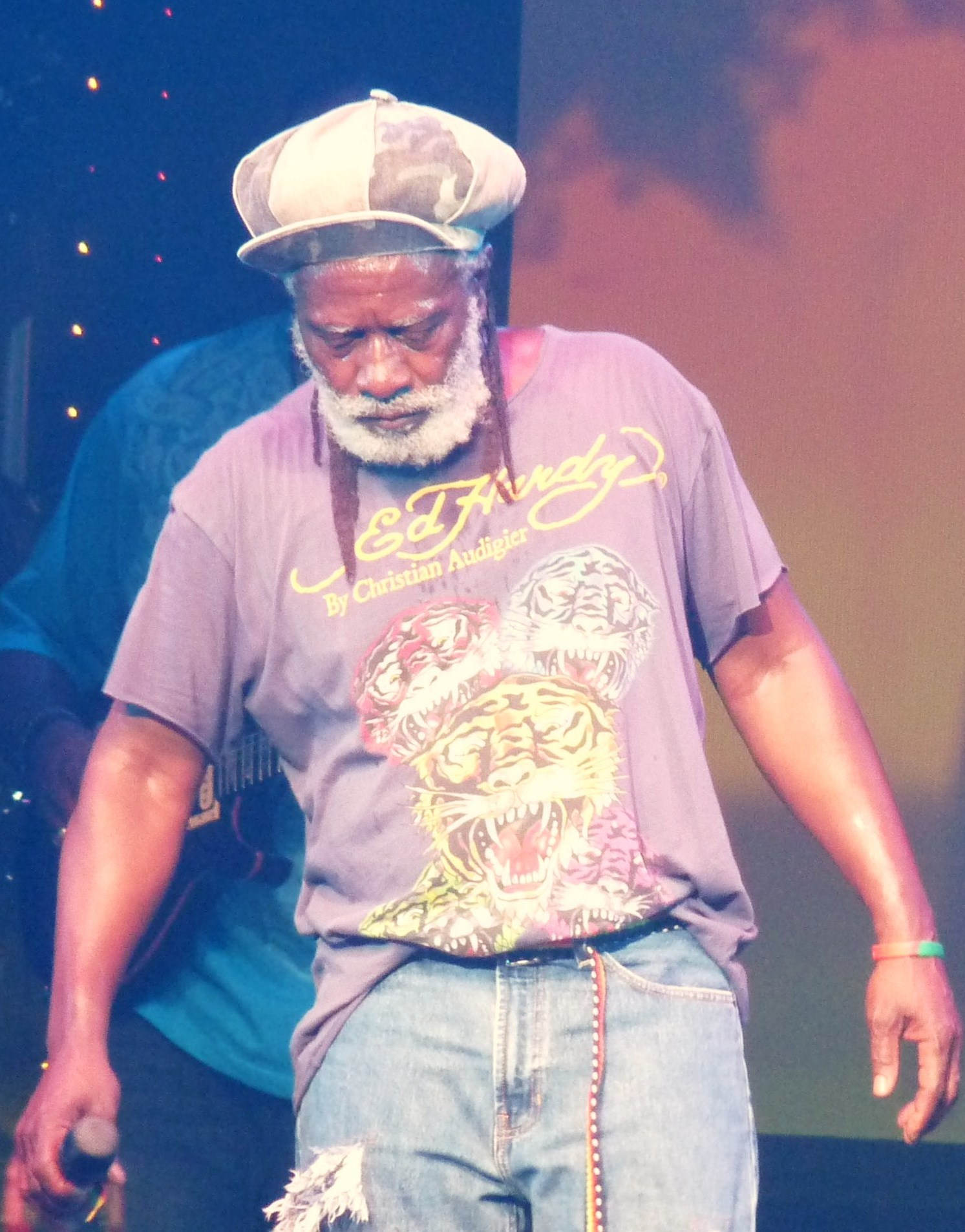
Burning Spear (2010)

### Wokaliści
- Alpha Blondy
- Augustus Pablo
- Barrington Levy
- Beres Hammond
- Bim Sherman
- Big Youth
- Bob Andy
- Bob Marley
- Bunny Wailer
- Burning Spear
- Cedric Myton
- Cornell Campbell
- Delroy Wilson
- Dennis Brown
- Don Carlos
- Earl Sixteen
- Freddie McGregor
- Gregory Isaacs
- Horace Andy
- Hugh Mundell
- Ijahman Levy
- I-Roy
- Jacob Miller
- Jimmy Cliff
- Joe Higgs
- John Holt
- Junior Reid
- Ken Boothe
- Lee „Scratch” Perry
- Lincoln Thompson
- Max Romeo
- Michael Prophet
- Michael Rose
- Peter Tosh
- Prince Far I
- U-Roy
- Winston Holness
- Yabby You

### Zespoły
- Aswad
- Black Uhuru
- Culture
- Inner Circle
- Israel Vibration
- Misty in Roots
- Steel Pulse
- The Abyssinians
- The Congos
- The Mighty Diamonds
- The Upsetters
- The Viceroys
- The Wailers
- Toots and The Maytals
- Twinkle Brothers